# Girolamo Forni
Girolamo Forni, detto Girolamo della Grana o anche Girolamo dai Forni (Montecchio Precalcino, 1530 ? – Vicenza, 1610), è stato un imprenditore, pittore, collezionista d'arte e commerciante di legname italiano, membro dell'Accademia Olimpica vissuto tra il XVI e il XVII secolo nel vicentino.
È considerato il committente di Villa Forni Cerato, sita in Montecchio Precalcino, opera attribuita ad Andrea Palladio, iscritta dal 1996 alla lista dei patrimoni dell'umanità dell'UNESCO.

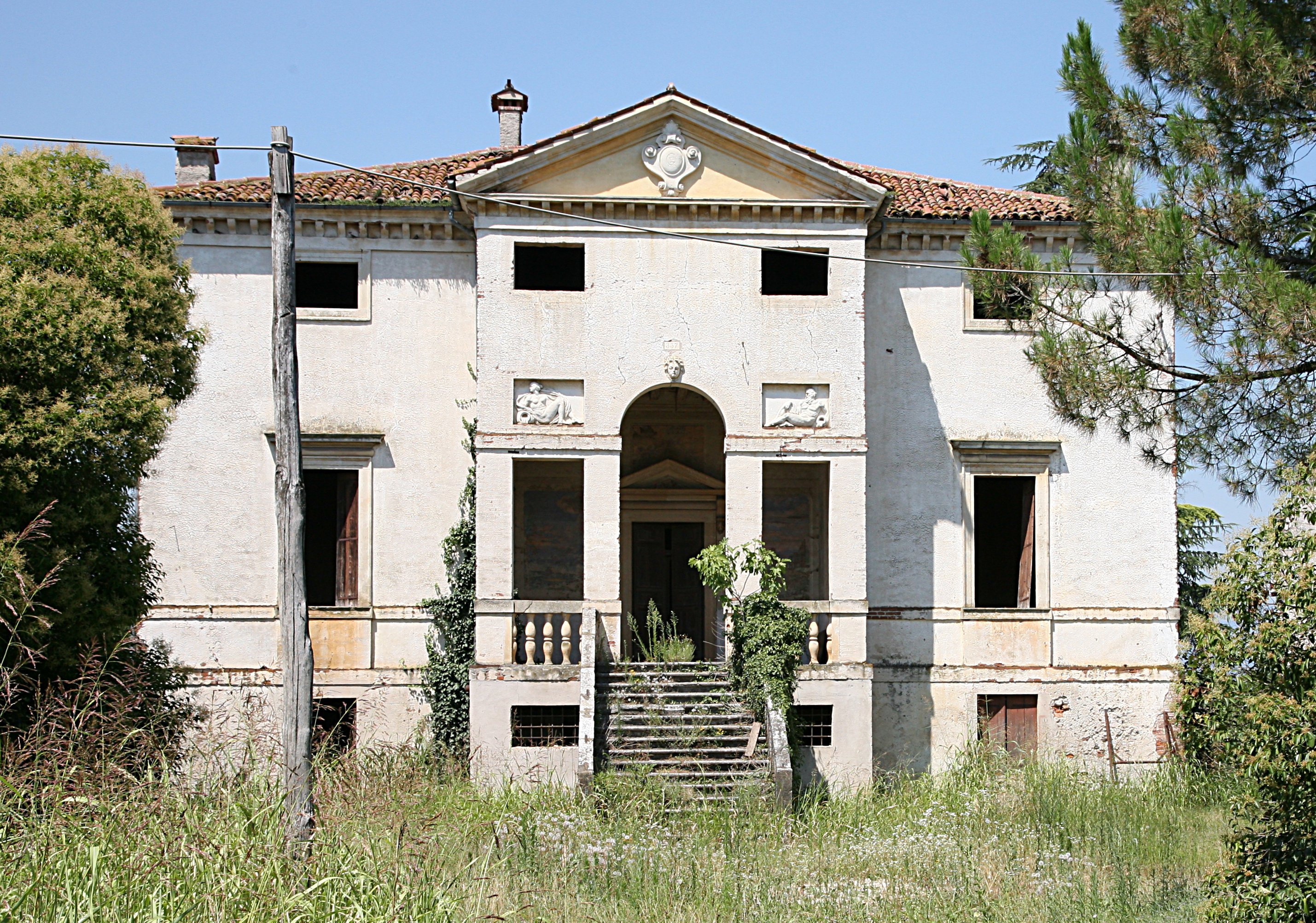
Villa Forni Cerato a Montecchio Precalcino

## Biografia
Girolamo Forni, rimasto orfano in tenera età, fu aiutato dallo zio, fra Giampietro dai Forni dell'Ordine dei frati minori conventuali, insieme al fratello Iseppo, più anziano, e a cinque sorelle quando ancora erano minorenni. Il padre, pure di nome Girolamo, proveniente da Forni di Valdastico, si era trasferito a Montecchio Precalcino, dove era certamente presente nel 1528 come attesta un documento notarile.
Girolamo Forni è documentato nel pieno possesso delle sue facoltà giuridiche almeno agli inizi del 1550. Oltre ad avere una incipiente attività di commercio di legnami, appare come Hieronimo dipintore nel registro della parrocchia dei Santi Vito e Modesto di Montecchio Precalcino. Il suo contemporaneo Giacomo Marzari, inoltre parla di lui ne La Historia di Vicenza come collezionista d'arte.
Accademico Olimpico, fornì il legname necessario alla costruzione del Teatro Olimpico di Vicenza e si fece rappresentare in forma di statua nell'attico della scenafronte, nel terzo ordine superiore, in angolo con la versura sinistra. Sulla base della statua è incisa l'iscrizione HIERONI FURNIO HIER F.
Nella carriera di imprenditore, oltre a quella di commerciante di legname, è documentata la sua attività di affittanziere, raccoglitore di colte e immobiliarista. Morì a Vicenza e chiese di essere seppellito nella Chiesa dei Carmini, dove era già stata inumata la moglie Isabella.

## Opere
- Ritratto di dama, olio su tela, 114 x 88 cm.